# Eriauchenius lavatenda
Eriauchenius lavatenda is een spinnensoort uit de familie Archaeidae. De soort komt voor in Madagaskar.